# Liste der Ständigen Vertreter Osttimors bei den Vereinten Nationen
Diese Liste führt die Ständigen Vertreter Osttimors bei den Vereinten Nationen (UN) in New York und in Genf auf. Die Ständige Vertretung Osttimors befindet sich in 866 United Nations Plaza, Suite 441, New York, NY 10017, USA.

## Hintergrund

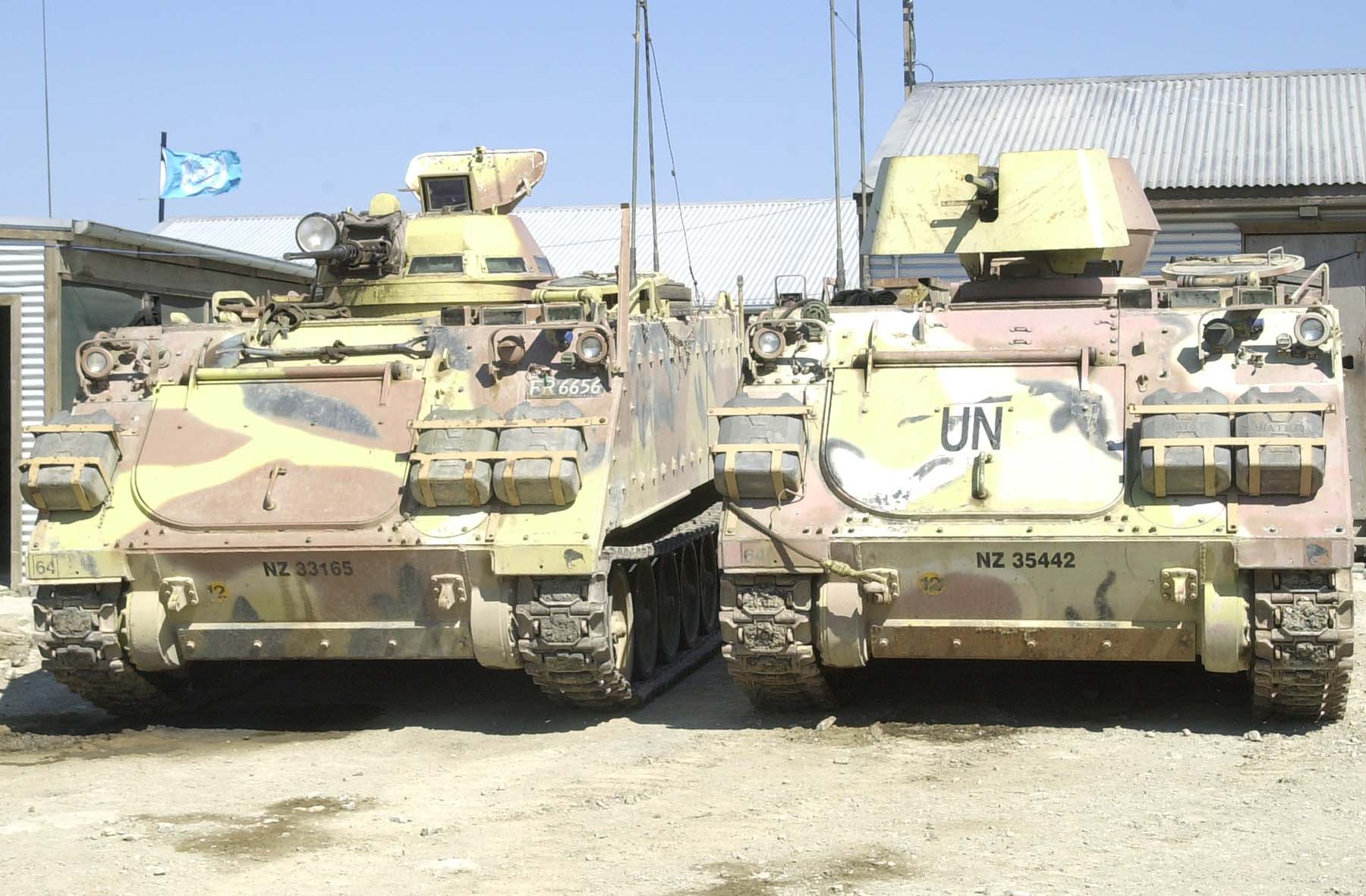
Neuseeländische UN-Fahrzeuge in Osttimor (2002)

Die Ausrufung der Unabhängigkeit Osttimors am 28. November 1975 wurde international nicht anerkannt. Am 7. Dezember begann Indonesien mit der offenen Invasion und besetzte das Land bis 1999. Die osttimoresische Widerstandsbewegung hatte in dieser Zeit offizielle Vertreter bei den Vereinten Nationen in New York.
Nach dem erfolgreichen Unabhängigkeitsreferendum in Osttimor 1999 kam das Land unter UN-Verwaltung. Die Entlassung in die Unabhängigkeit erfolgte am 20. Mai 2002. Der Beitritt Osttimors zu den Vereinten Nationen erfolgte am 27. September 2002. Neben der Mission in New York hat Osttimor auch in Genf eine Mission, die gleichzeitig als Botschaft für die Schweiz und Monaco dient.
Von 1999 bis 2012 gab es einen UN-Sonderbeauftragter für Osttimor, der die verschiedenen UN-Missionen im Land führte.

## Ständiger Vertreter Osttimors bei den Vereinten Nationen in New York
| Name               | Amtszeit  | Anmerkungen |
| ------------------ | --------- | --- |
| José Ramos-Horta   | 1976–1986 | Ständiger Vertreter der FRETILIN |
| José Luís Guterres |           | Ständiger Vertreter der osttimoresischen Widerstandsbewegung                                                                                                |
| Constâncio Pinto   | 1999–2003 | Senior diplomat, auch für die USA |
| José Luís Guterres | 2003–2006 | Akkreditierung am 8. Mai 2003. Erster Ständiger Vertreter des anerkannten Staates Osttimor bei den Vereinten Nationen. Gleichzeitig Botschafter in den USA. |
| Nelson Santos      | 2007–2010 | Akkreditierung: 7. Februar 2007 |
| Sofia Borges       | 2010–2016 | Akkreditierung am 4. März 2010 |
| Milena Pires       | 2016–2021 | Ernennung am 11. Februar 2016, Akkreditierung am 12. April.                                                                                                 |
| Karlito Nunes      | 2021–2023 | Vereidigung am 13. Juli 2021. Akkreditierung am 17. August 2021                                                                                             |
| Dionísio Babo      | seit 2023 | Vereidigung am 12. Dezember 2023. |

## Ständiger Vertreter Osttimors bei den Vereinten Nationen in Genf
| Name                 | Amtszeit  | Anmerkungen                                                                                       |
| -------------------- | --------- | ------------------------------------------------------------------------------------------------- |
| ?                    |           |                                                                                                   |
| Joaquim da Fonseca   | 2009–2013 | ab 7. Mai 2009 akkreditiert als Botschafter in der Schweiz, ab 28. Mai 2010 Botschafter in Monaco |
| Marciano da Silva    | 2013–2019 | Ernennung am 6. August 2013; ab 2015 Botschafter in Monaco                                        |
| Lurdes Maria Bessa   | 2021–2025 | Ernennung am 13. August 2021; Akkreditierung: 25. Oktober 2021                                    |
| António da Conceição | seit 2025 | Vereidigung am 12. Februar 2025 Akkreditierung für die Schweiz: 13. Mai 2025                      |